# Themistokli Gërmënji
Themistokli Gërmënji ou Thémistocle Gërmënji est né à Korçë, en Albanie ottomane, en 1871, et est décédé à Thessalonique, en Grèce, le 7 novembre 1917. C’est un nationaliste albanais et une personnalité politique de la République de Korça.

## Biographie

### Jeunesse
Themistokli Gërmënji naît dans une famille orthodoxe albanaise de Korça (actuelle Korçë), à une époque où l’Albanie est encore une partie de l’Empire ottoman. À l’âge de 21 ans, il part poursuivre ses études à Bucarest, où il est profondément influencé par les sociétés patriotiques albanaises exilées en Roumanie.

### La lutte nationaliste
De retour dans l’Empire ottoman, il s’installe en Macédoine, à Monastir. Il ouvre alors, avec son frère Mihal, l’hôtel Liria dont le nom signifie, en albanais, « liberté ». Rapidement, l’hôtel devient un lieu de rendez-vous pour les nationalistes albanais et c’est là qu’est organisé, en 1908, le Congrès de Monastir. 
Après avoir largement financé lui-même la lutte des patriotes albanais, Gërmënji finit par quitter Monastir et se rendre à l’étranger afin d’y chercher le soutien de riches membres de la diaspora albanaise. L’île grecque de Corfou, située à proximité du rivage albanais, devient alors sa base de repli et il y rencontre de nombreux autres patriotes, comme Leonidha Naçi.
C’est alors que le Premier ministre grec Elefthérios Venizélos contacte Gërmënji et ses camarades et les invite à Athènes en 1909. L’homme politique grec leur propose de financer largement la guérilla albanaise et d’offrir aux patriotes asile en Grèce. À cela, il ne met qu’une condition : que la propagande nationaliste albanaise ne touche pas les régions hellénophones situées au Sud de Vlorë, que revendique Athènes. Mais les Albanais refusent et sont finalement expulsés de Grèce. 
Gërmënji revient alors en Albanie, où il opère entre Saranda et Gjirokastre. Il ne tarde cependant pas à être capturé par les Turcs au cours d’une opération où il cherchait à s’emparer de fournitures militaires. Libéré début 1912, il retourne à Monastir et y entreprend une importante campagne de propagande auprès des officiers et des étudiants ottomans de souche albanaise

### De l'indépendance albanaise à l'invasion de l'Épire du Nord
Après la Première Guerre balkanique, l’Albanie finit par obtenir son indépendance mais l’instabilité qui règne dans le nouvel état aiguise les appétits territoriaux de ses voisins serbe, monténégrin et grec. De plus les Albanais sont divisés entre les partisans des Empires centraux (qui avaient soutenu l'indépendance albanaise à la conférence de Londres de 1913) et ceux des Alliés. Pendant la Première Guerre mondiale, la Grèce soutenue par l'armée française d'Orient occupe l’Épire du Nord : Gërmënji et d’autres patriotes albanais comme Salih Budka commencent par organiser la résistance dans la région de Korça.

### De la République de Korçë à l'exécution de Gërmënji
En 1916, l'officer français Henri Descoins, ancien chef d’État-major de l’expédition des Dardanelles et colonel de l'armée française d'Orient, entreprend des négociations avec les nationalistes albanais. Si Salih Budka poursuit la résistance aux côtés des troupes troupes austro-hongroises, Themistokli Gërmënji se range aux côtés de la France lorsque Descoins accepte de constituer une république autonome albanaise dans la région. En tant que représentant la communauté albanaise, Gërmënji participe à l’élaboration et à la signature du protocole du 10 décembre 1916 qui tient lieu de constitution du territoire. Il est ensuite nommé préfet de police par les Français, qui sont si satisfaits de son travail que Descoins le propose pour une décoration.
Pourtant, le renforcement du pouvoir d’Elefthérios Venizélos en Grèce du Nord et l’opposition de l’Italie à l’existence de la république de Korçë changent la donne géopolitique dans la région. Accusé d’avoir renseigné l’ennemi austro-hongrois, Gërmënji est arrêté par les Français et envoyé devant un tribunal militaire à Thessalonique. Condamné pour haute trahison, il est fusillé en 1917 par les français. Plus tard il a été montré que le tribunal français avait été influencé par des agents italiens et grecs qui voulaient la mort de Gërmënji pour désorganiser la résistance albanaise.